# Miedo (canción de María Daniela y su Sonido Lasser)
«Miedo» es una canción y el sencillo debut del disco debut de la banda electropop mexicana María Daniela y su Sonido Lasser. Salió a mediados del 2006 con gran repercusión en su país, la canción ocupó varias listas musicales y se posicionó por más de tres semanas consecutivas en radios mexicanas.

## Lista de canciones

### Sencillo - CD[4]
| Miedo — Single |         |          |  |
| N.º            | Título  | Duración |  |
| 1.             | «Miedo» | 4:07     |  |

## Listas musicales
| Lista (2006)            | Puesto |
| ----------------------- | ------ |
| México (Los 40)         | 38     |
| Paraguay (Radio Latina) | 45     |